# Nhạc Dương Lâu (quận)
Nhạc Dương Lâu (chữ Hán giản thể: 岳阳楼区, âm Hán Việt: Nhạc Dương Lâu khu) là một huyện thuộc địa cấp thị Nhạc Dương, tỉnh Hồ Nam, Cộng hòa Nhân dân Trung Hoa. Quận này được đặt tên theo Nhạc Dương lâu nằm ở đây. Quận Nhạc Dương Lâu có diện tích 304 ki-lô-mét vuông, dân số năm năm 2003 là 550.000 người. Mã số bưu chính là 14000, mã vùng điện thoại 0730. Chính quyền quận đóng ở nhai đạo Ngũ Lý Bài. Nhạc Dương Lâu được chia thành 13 nhai đạo, 1 trấn và 4 hương.
- Nhai đạo: Nhạc Dương Lâu, Tam Nhãn Kiều, Lư Tiên Đình, Kim Ngạc Sơn, Đông Mao Lĩnh, Ngũ Lý Bài, Lãnh Thủy Phố, Thành Lăng Ky, Tân Lộ Khẩu, Bắc Cảng, Động Đình, Lạc Vương, Nam Hồ.
- Trấn: Tây Đường.
- Hương: Mai Khê, Quách Trấn, Khanh Vương, Tam Hà.